# AR KITCHEN
AR KITCHEN（エーアール キッチン）は、2007年にグリーンチャンネルで放送していた、競馬に関するテレビ番組。略称は「ARK」。

## 概要
2007年1月より放送開始。毎週土曜日17:00から17:30に生放送されており、日曜日（土曜日深夜）の1:30から再放送された。また、夏の薄暮開催の間は休止した。
前身の番組である「After Racing Cafe」の、女性出演者1名と馬のキャラクターが番組を進行するという形式は引き継ぎ、舞台はカフェからレストランの設定に変更された。
同年9月16日の日曜日には、前日の通常放送とは別に「AR KITCHEN 夏休み北海道スペシャル」を放送。黒崎リコが北海道に行き、追分ファームでの厩舎作業体験やスタッフの昼食作り、札幌競馬場で万馬券的中を目指しての全レース馬券勝負の模様などが放送された。
同年12月22日で放送を終了した。

### 番組の構成
番組を「食前酒」「最初の小さな一皿」「前菜」「主菜」「デザート」「小さな贈り物」という、フランス料理のコースになぞらえた構成に分け、その中で以下のようなコーナーを週替わりで放送した。
- リコピンマル秘レシピ - 黒崎リコが1週間で食べたり作ったりした料理を紹介。
- インフォメーション - 翌日の競馬に役立つ情報を紹介。
- 重賞講座 - 翌日に行われる重賞競走の解説や展望。
- 教えて!馬学の時間 - 馬についての素朴な疑問を解決。
- 味見でトーク - 黒崎リコが作った料理でゲストをおもてなししながらトーク。出演ゲストは下記参照。
- ビッグプロジェクト - 黒崎リコが考案した料理を実際に販売。2月17日、18日に『ホワイトベジタブルシチュー』、4月21日から5月13日には『カジキマグロのチーズムニエル』、5月19日から6月10日には『さばとカラフル野菜の南蛮漬け』、11月3日から11月25日には『鮭のガーリックバターフライ』を、東京競馬場メインスタンド（フジビュースタンド）5階のレストラン「STAR ISLE」で販売。また、12月1日から12月23日には中山競馬場のSTAR ISLEで、『うずらの卵のメンチカツ』を販売。注文すると店頭で番組のグッズをプレゼントされた。
- ARKシネマ - 競馬をテーマにした映画を紹介。
- ARKコミック - 競馬をテーマにした漫画を紹介。
- MIJ - Most Inpressive Jockey の略で、番組で指定した3つのレースでの騎手の成績をポイント化し、最も活躍した騎手を当てる、視聴者参加クイズ。
- もうひとつのメインレース - 翌日の全レースの中から、出演者が推奨する馬を紹介。
- 出でよ!三連単の達人 - 視聴者や、ピエール、黒崎リコが三連単で勝負する馬を紹介する。当初は単勝を当てるコーナーであったが、馬単、三連単と変更された。
- 時事競馬 - 最近のブログで話題になっている言葉をチェックして、その中からあるテーマについて語る。

## 出演者
- 黒崎リコ - タレント、番組内では従業員という設定。
- ピエール - 馬のキャラクター、番組内ではシェフという設定。

## ゲストと料理
「味見でトーク」に出演したゲストと、黒崎リコが作った料理。競馬の枠の色にちなんだ料理を作った。
- 三遊亭五九楽 - 「ホワイトベジタブルシチュー」（ホワイトソースの白）、「かぼちゃのチーズコロッケと肉団子煮」（コロッケや肉団子などの橙色）
- 岡部玲子 - 「ご馳走 ひじき煮」（ヒジキの黒）、「カジキマグロのチーズムニエル」（トマトソースの赤）
- 山本潤 - 「さばとカラフル野菜の南蛮漬け」（“鯖”の字の青）、「鮭のガーリックバターフライ」（鮭の桃色）
- 丹下日出夫 - 「かぼちゃと夏野菜カレー」（かぼちゃとカレーの黄色）
- 梅田陽子 - 「ロールキャベツ」（キャベツの緑）